# Neue Berliner Illustrierte

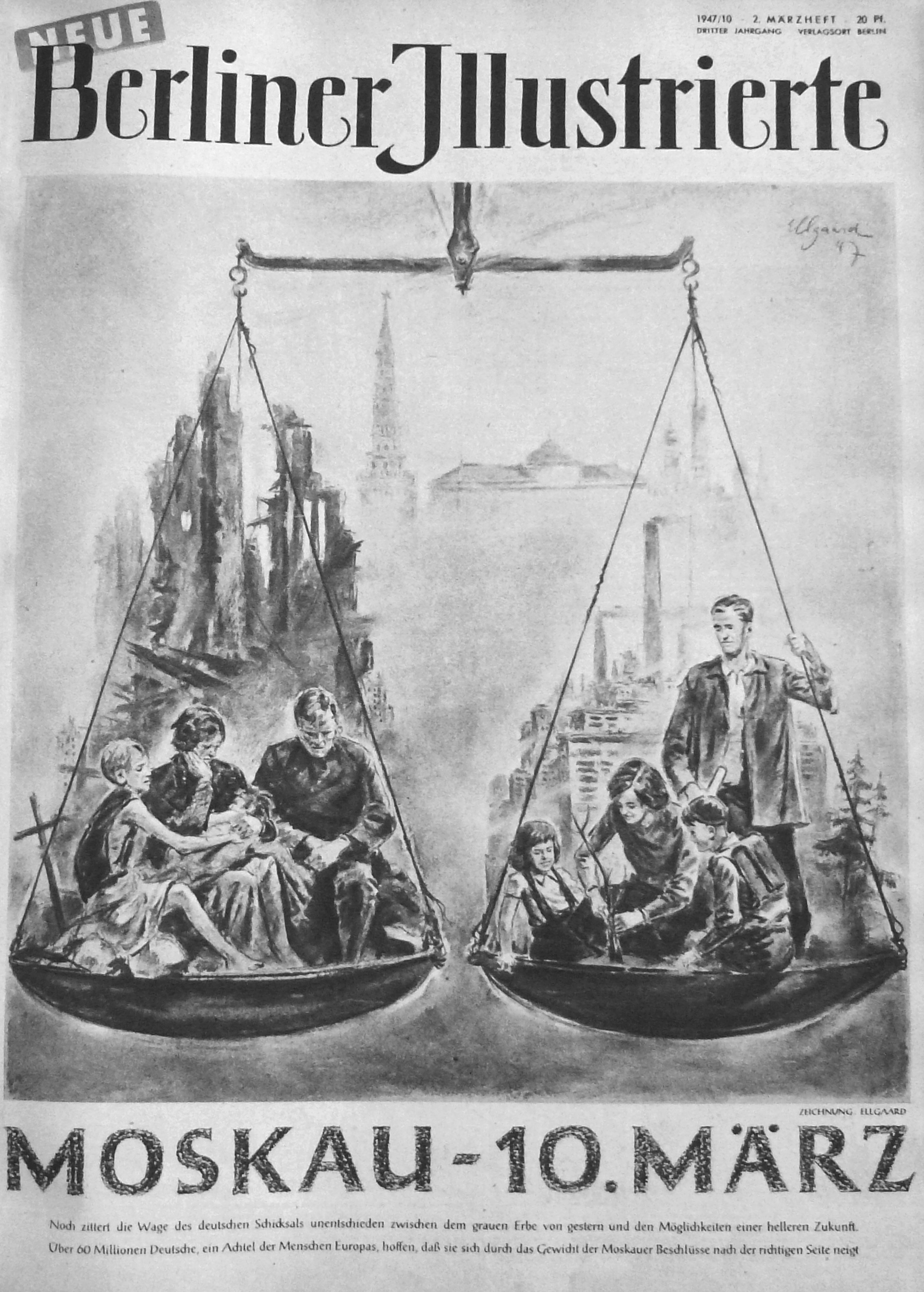
NBI Nr. 1947/10, Illustration von Helmuth Ellgaard, 1947

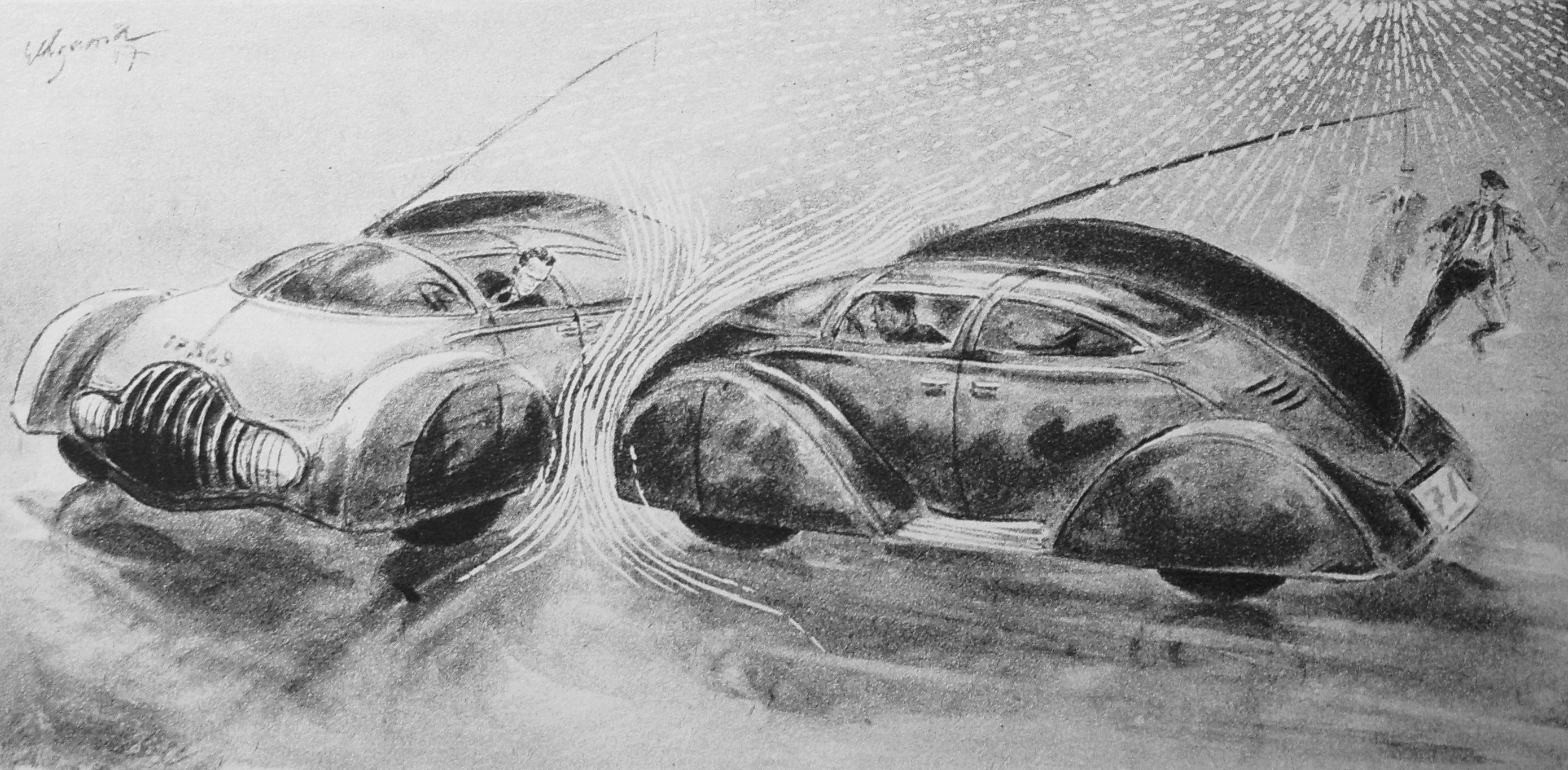
Illustration von Helmuth Ellgaard in der Nummer 1947/15 zum Bericht Verkehr von übermorgen – Zusammenstöße werden unmöglich

Die Neue Berliner Illustrierte (NBI) war eine in der DDR wöchentlich erscheinende auflagenstarke Zeitschrift, die sich aufgrund ihrer Themenvielfalt großer Beliebtheit erfreute.

## Geschichte
Der Titel nahm Bezug auf die bis April 1945 erscheinende Berliner Illustrirte Zeitung. Die NBI wurde ab 1945 in Ost-Berlin beim Allgemeinen Deutschen Verlag, Jägerstraße 10/11 herausgegeben. Später erschien sie beim Berliner Verlag. Im Oktober 1969 wurde die bis dahin in Dresden erschienene Zeitschrift Zeit im Bild in die NBI integriert.
Die NBI deckte kulturpolitisch ein breites Spektrum ab, das nicht nur politische Beiträge, sondern auch Reisereportagen über ferne Länder, Buchvorstellungen, Kinotipps, Schriftsteller-, Schauspieler-, Sportler- und Künstlerporträts umfasste.  Aktuelle Modetrends, Gesundheits- und Heimwerkertipps als auch ein Fortsetzungsroman waren ebenso fester Bestandteil wie eine Rätselseite mit Schachecke und eine Kinderseite mit dem Affen NUK. Bedeutende Fotografen der DDR arbeiteten als Bildreporter, u. a. Heinz Dargelis, Gerhard Kiesling, Eberhard Klöppel, Klaus Morgenstern, Bernd-Horst Sefzik und Manfred Uhlenhut. Schöpfer des Äffchens NUK, dem Maskottchen der Kinderseite der NBI, war der Karikaturist und Comic-Zeichner Willy Moese.
Die NBI stellte für den jährlich auf dem Alexanderplatz in Berlin stattfindenden „Tag der antiimperialistischen Solidarität“ des Verbands der Journalisten der DDR einen „Solidaritätskalender“ zur Verfügung, der von Gerhard Bunke gestaltet wurde.
Die NBI bot ihrer Leserschaft die  Möglichkeit der aktiven Teilnahme an Preisausschreiben und integrierte Leserbriefe in jede Ausgabe. Durch diese Themenvielfalt erreichte sie ein breites Publikum und war trotz einer Auflage von 726.000 Exemplaren eine beliebte und schnell vergriffene Bückware.
Nach der Deutschen Wiedervereinigung konnte sich die von Gruner + Jahr übernommene und im März 1991 in „extra-Magazin“ umbenannte Zeitschrift auf dem Markt nicht durchsetzen und erschien am 10. Oktober 1991 zum letzten Mal.

## Chefredakteure
- 1945–1950 Lilly Becher
- 1950–1957 Bernt von Kügelgen
- 1957–1958 Rudolf Reinhardt[2]
- 1958–1961 Heinz Knapp[3]
- 1961–1965 Hans Otten[4]
- 1965–1967 Rudolf Röhrer[5]
- 1967–1989 Wolfgang Nordalm[6]
- 1989–1991 Siegfried Schröder